# Denkmalgeschützte Objekte im Bezirk Baden
Im Bezirk Baden bestehen 691 denkmalgeschützte Objekte. Die unten angeführte Liste führt zu den Gemeindelisten und gibt die Anzahl der Objekte an.
| Gemeindeliste                | Objektanzahl |
| ---------------------------- | ------------ |
| Alland                       | 13           |
| Altenmarkt an der Triesting  | 20           |
| Baden                        | 213          |
| Bad Vöslau                   | 37           |
| Berndorf                     | 90           |
| Blumau-Neurißhof             | 47           |
| Ebreichsdorf                 | 37           |
| Enzesfeld-Lindabrunn         | 6            |
| Furth an der Triesting       | 2            |
| Günselsdorf                  | 3            |
| Heiligenkreuz                | 24           |
| Hernstein                    | 8            |
| Hirtenberg                   | 3            |
| Klausen-Leopoldsdorf         | 13           |
| Kottingbrunn                 | 10           |
| Leobersdorf                  | 10           |
| Mitterndorf an der Fischa    | 5            |
| Oberwaltersdorf              | 11           |
| Pfaffstätten                 | 9            |
| Pottendorf                   | 19           |
| Pottenstein                  | 14           |
| Reisenberg                   | 8            |
| Schönau an der Triesting     | 14           |
| Seibersdorf                  | 17           |
| Sooß                         | 4            |
| Tattendorf                   | 4            |
| Teesdorf                     | 2            |
| Traiskirchen                 | 29           |
| Trumau                       | 9            |
| Weissenbach an der Triesting | 10           |
| Summe Bezirk Baden           | 691          |